# Драгобрат

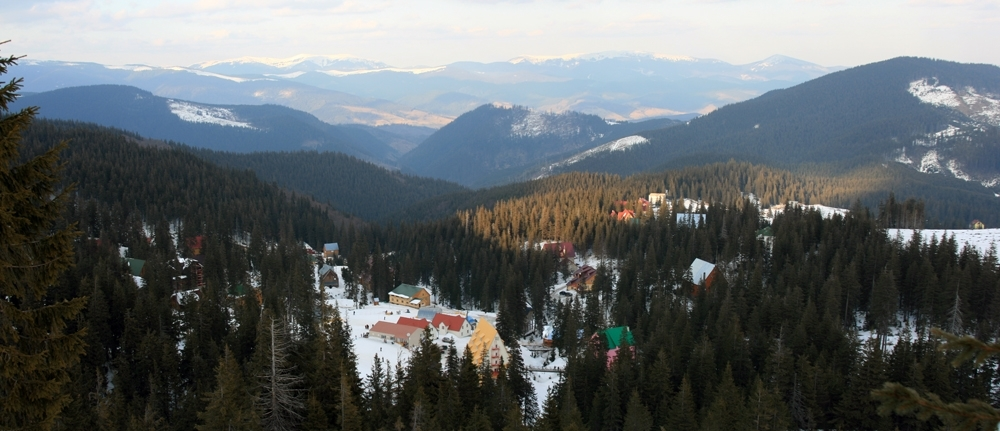
Вид на курортный посёлок с горы Жандарм

Драгобра́т (укр. Драгобра́т) — самый высокогорный горнолыжный курорт Украины, расположенный на высоте 1300—1700 м над уровнем моря. Драгобрат расположен в 18 км от посёлка Ясиня (Раховский район, Закарпатская область), в 9 км от автомагистрали Ужгород-Ивано-Франковск. Расстояние до областного центра — 240 км, до аэропорта — 125 км (Ивано-Франковск), до железнодорожной станции — 12 км.

## Транспорт
На Драгобрат ведут две горные дороги (протяжённость одной из них — 9 км, другой — 18 км), обе в плохом состоянии. Из-за плохого состояния дорог активно используется внедорожный транспорт.

## География
Вокруг Драгобрата находятся хвойные леса, выше — альпийская зона, начало горного массива, вершина которого — гора Стог (1707 м). Рядом расположены горы Жандарм и Близница (1883 м), с которых видна высшая точка Украинских Карпат — гора Говерла (2061 м).
Подковообразное расположение гор Свидовецкого хребта создаёт предпосылки для наличия стабильного снежного покрова с ноября по май. Свидовецкий горный массив и его впечатляющие пейзажи притягивают любителей горнолыжного спорта из ряда стран Восточной Европы.
Неподалёку от Драгобрата находится другой крупный горнолыжный курорт — Буковель.

## Трассы и подъёмники
Перепад высот на Драгобрате — около 500 м. Трассы: синие — 1, чёрная — 3, красные — 5. Есть 2 кресельных и 8 бугельных подъёмников. Основные подъёмники Драгобрата расположены на склонах горы Стог. Имеются трамплины для фристайла международного класса.

## Близлежащие объекты
Список близко расположенных городов, сел и зимних курортов:
- Ясиня
- Рахов
- Лазещина
- Поляница
- Яблуница
- Буковель